# André Langevin
André Langevin (ur. 11 lipca 1927 w Montrealu, zm. 21 lutego 2009 w Cowansville w Quebecu) – kanadyjski pisarz.

## Życiorys
Wcześnie stracił rodziców. Kształcił się w Collège de Montréal, później pracował dla gazety "Le Devoir", pisząc artykuły w sekcji literackiej, pisał też felietony na tematy polityczne, kulturalne i edukacyjne dla "Le Temps", "La Liberté", "Le Nouveau Journal" i "Le Magazin Maclean". W 1967 otrzymał dziennikarską nagrodę Prix Liberté. Napisał sześć powieści. Pierwsze trzy z nich, Évadé de la nuit (1951), Poussière sur la ville (1953) i Le temps des hommes (1956) są cyklem tematycznym bliskim estetyczno-filozoficznym założeniom egzystencjalizmu (przede wszystkim Camusa). W 1972 opublikował powieść społeczno-obyczajową L’élan d’Amérique o różnorodnych technikach narracyjnych i z lirycznymi opisami przyrody. Une Chaîne dans le parc z 1974 jest odbiciem wielu tematów z pierwszej powieści i nawiązuje do autobiograficznego wątku osierocenia. Pisał też słuchowiska i sztuki telewizyjne, a także dramaty, m.in. L’oeil du peuple (wyst. 1967).